# Шпольский, Эдуард Владимирович
Эдуа́рд Влади́мирович Шпо́льский (Эдуард-Вильгельм Вольдемарович; 11 (23) сентября 1892, Воронеж — 21 августа 1975, Москва) — советский физик, открывший эффект возникновения квазилинейчатых спектров люминесценции и поглощения в специально подобранных н-парафиновых матрицах при низкой температуре (эффект Шпольского); главный редактор журнала «Успехи физических наук» (1930—1975).

## Биография
Согласно поздним источникам, родился в Воронеже в семье одесского мещанина Владимира (Вульфа) Яковлевича Шпольского (1855—1903), петербургского представителя воронежского маслобойного и мыловаренного завода товарищества «Н. А. Клочков и К°». В личном деле студента Московского университета местом рождения Э. В. Шпольского указана Одесса; Э. В. Шпольский также фигурирует в материалах Одесского городского по воинской повинности присутствия (как подлежащий призыву). Мать — Анна (Хана) Шпольская. В записях о рождении старших детей (1881 и 1883 годы) отец, Вульф Шпольский, указывается евпаторийским мещанином. Семья перешла из иудейского в лютеранское вероисповедние в конце 1890-х годов. Рано остался без отца, который умер 24 апреля 1903 году вскоре после рождения младшей дочери Марты. Окончил первое реальное училище в Воронеже.
В 1910 году поступил на физико-математический факультет ИМУ, который окончил лишь в 1918 году в связи с разразившимся в 1911 году кризисом, сопровождавшимся уходом из МГУ ряда выдающихся профессоров в знак протеста против реакционных действий министра народного просвещения Л. Кассо, потом — из-за начавшейся Первой мировой войны. В этот период занимался переводами научной литературы с немецкого языка (в его переводах вышло несколько зарубежных монографий).
Научную работу начал в 1913 году в Московском городском народном университете им. А. Л. Шанявского под руководством П. П. Лазарева. В течение всей войны работал рентгенологом, обслуживая госпитали Москвы и Московской губернии. Работал в Научно-исследовательском институте физики и биофизики (1918—1928), преподавал в МВТУ и в Московском университете (1918—1928 — ассистент, 1928—1929 — приват-доцент, 1929—1933 — действительный член научно-исследовательского института). С 1932 года преподавал на кафедре физики Московского Государственного педагогического института им. В. И. Ленина. В 1933 году присуждена учёная степень доктора физико-математических наук по совокупности работ. Утвержден в ученом звании профессора в 1934 году. С 1939 года заведовал кафедрой теоретической физики МГПИ имени Ленина (всего 43 года). Организовал при кафедре проблемную лабораторию, откуда вышло большое число работ в области физических основ фотохимии, люминесценции и спектроскопии. Был главным редактором журнала «Успехи физических наук».
Член совета старейшин клуба Московского дома учёных (1924).
Похоронен на Донском кладбище.

## Научная деятельность
За годы работы в МГПИ фактически создал курс теоретической физики для педагогического ВУЗа с системой семинаров, спецкурсов. Первое однотомное издание учебника «Атомная физика» вышло в 1944 году. Далее книга перерабатывалась и переиздавалась(1948, 1951, 1963), превратившись в хорошо известный двухтомник (1974), переведённый на иностранные языки (немецкий, чешский, польский, венгерский, румынский, китайский, японский, сербский) и на языки народов СССР (украинский, армянский, азербайджанский). Последнее издание вышло уже после смерти Э. В. Шпольского в 1984 году под редакцией А. И. Наумова.
В 1918 году вместе с С. И. Вавиловым и П. П. Лазаревым создал журнал «Успехи физических наук», вёл его со II тома на протяжении 56 лет. С 1920 года — главный редактор этого журнала. Будучи крупным и весьма активным учёным, необычайно эрудированным специалистом-физиком, прекрасным педагогом, Э. В. Шпольский с самых первых томов УФН принимает активнейшее участие в работе журнала как автор (до конца 1961 года им опубликованы в УФН 103 работы), через его руки прошло всё богатейшее содержание почти ста томов журнала за весь период его существования.
В 1935—1939 годах Э. В. Шпольский — член редколлегии и редактор отдела «Атомы, электроны, теоретическая физика» Физического словаря (тт. 1—5). Редактор журналов «Современные проблемы естествознания», «Новейшие течения научной мысли». Член редколлегий «Журнала физической химии» АН СССР и «Acta Physicochimica USSR». С самого основания Всесоюзного института научной и технической информации — главный редактор реферативного журнала «Физика» (1954—1972).
Научные работы Э. В. Шпольского относятся к спектроскопии, биофизике, фотохимии, истории физики. В период 1948—1950 годов он занимался медико-биологическими проблемами изучения спектров полициклических ароматических углеводородов (ПАУ), а в 1950—1951 годах начал исследование спектров замороженных растворов. В 1952 году совместно с сотрудниками Ильиной А. А. и Климовой Л. А. было открыто «Явление возникновения квазилинейчатых спектров растворов сложных органических молекул в н-парафиновых матрицах при низких температурах» (эффект Шпольского, матрицы Шпольского, сообщение в ДАН СССР, ПАУ — коронен в н-октане), которое было признано как научное открытие и занесено в Государственный реестр открытий СССР под № 152 с приоритетом от 1952 года в следующей формулировке: «Установлено неизвестное ранее явление возникновения линейчатых молекулярных спектров вещества в условиях матричной изоляции молекул или их групп в растворителе при низкой температуре».
Исследования велись параллельно в оптической лаборатории при кафедре теоретической физики МГПИ (Т. Н. Болотникова, Э. А. Гирджияускайте, Р. И. Персонов, Р. Н. Нурмухаметов) и Институте Физических Проблем в лаборатории профессора П. Л. Капицы (Л. А. Климова). В 1967 году удалось создать Проблемную лабораторию спектроскопии сложных органических соединений. Был создан метод, который получил широкое применение в целом ряде областей науки и практики в нашей стране и за рубежом. В настоящее время этим методом исследовано более 300 соединений, принадлежащих к различным классам. Издательством Московского государственного университета имени М. В. Ломоносова издан атлас линейчатых спектров люминесценции.
В 1961 году появилась работа (К. К. Ребане, Тарту), пролившая свет на природу эффекта, который следовало рассматривать как оптический аналог эффекта Мёссбауэра, а затем в 1968 г. И. С. Осадько была создана полуфеноменологическая теория колебательной структуры спектров поглощения и флуоресценции сложных молекул. В 1971 году Р. И. Персоновым и сотрудниками ИСАН СССР разработано новое направление — тонкоструктурная селективная спектроскопия. Кульминацией развития данного направления стала спектроскопия одиночных молекул.
Метод Шпольского используется для изучения тонких эффектов, связанных с внутри- и межмолекулярными взаимодействиями, переносом энергии возбуждения, ассоциациями молекул. В Москве спектрами Шпольского занимались в Физико-химическом институте им. Л. Я. Карпова, во Всесоюзном онкологическом центре, на географическом факультете МГУ, в Институте охраны труда. По методу Шпольского работали научные сотрудники в Ленинграде, Минске, Киеве, Ставрополе, Смоленске, Челябинске и других городах, а также во Франции, США, Англии, Польше, Германии.

## Семья
- Брат — Александр Вольдемарович (Владимирович, Вульфович) Шпольский (12 марта 1881[17][18]—1939), педагог, автор трудов в области бухгалтерского учёта[19], учредитель частного мужского коммерческого училища А. В. Шпольского в Воронеже (1911)[20], в 1920-е годы главный бухгалтер (главбух) «Торгово-промышленной газеты»[21].
- Сестра — Евгения Владимировна (Вульфовна) Тидебель (8 июня 1883—?)[22][23], преподаватель французского языка в Воронежском коммерческом училище А. В. Шпольского, учредительница собственного училища Е. В. Тидебель[24], была замужем за скрипачом и педагогом О. Ф. Тидебелем (1863—1918)[25].
- Сестра — Марта Владимировна Гумилевская (1903—1976), прозаик и радиодраматург[26].
- Жена — Анна Константиновна Шпольская (урождённая Николаева)[27]. 
  - Дочь — Татьяна Эдуардовна Иванова (1925—2006), выпускница романо-германского отделения филологического факультета МГУ (1949) и аспирантуры Литинститута, переводчица с румынского и английского языков, редактор, сотрудница журнала «Иностранная литература», была замужем за филологом В. В. Ивановым[28][29][30].

## Ученики
- Задумкин Сергей Николаевич — доктор физико-математических наук, профессор, аспирант Шпольского (защита кандидатской диссертации в 1948 г.)

## Награды
- Орден Ленина (1953)
- Золотая медаль имени С. И. Вавилова АН СССР (1962)
- Государственная премия СССР (1970)
- Орден Трудового Красного Знамени (1972)
- Заслуженный деятель науки РСФСР (1968)

## Память
- Явление возникновения квазилинейчатых спектров растворов сложных органических молекул в н-парафиновых матрицах при низких температурах" получило в мировой и отечественной научной литературе название «эффект Шпольского», а соответствующие поликристаллические среды, в которых возможно наблюдение эффекта, называют «матрицами Шпольского».
- В 2015 году имя Э. В. Шпольского присвоено кафедре теоретической физики Московского педагогического государственного университета.
- Премия имени Э. В. Шпольского, К. К. Ребане и Р. И. Персонова за выдающиеся научные достижения в области селективной лазерной спектроскопии[31].

## Публикации
- Ми Г. Молекулы, атомы, мировой эфир / Пер. с нем. Э. В. Шпольский. М.: Природа, 1913. — 220 с.
- Атлас спектров пропускания прозрачных окрашенных плёнок. С. С. Баранов, С. В. Хлудов, Э. В. Шпольский. — М.-Л., Изд. АН СССР, 1948
- Атомная физика. — М., Наука, 1984, — т.1 (7-е изд.), т.2 (5-е изд.)
- Очерки по истории развития советской физики. 1917—1967. — М. Наука, 1969